# Schwabhausen (Bayern)
Schwabhausen (Bayern) este o comună din landul Bavaria, Germania.